# Jespák skvrnitý
Jespák skvrnitý (Calidris melanotos) je středně velký severoamerický druh jespáka z podřádu bahňáků. Podobá se jespáku obecnému nebo malému jespáku bojovnému v prostém šatu; v každém šatu má ostře ohraničené skvrnění na hrudi a světlé žlutavé nohy. Zatoulává se do Evropy. Nepravidelně zaletuje také do České republiky, kde byl zjištěn už devětkrát.